# River of Dreams (альбом Біллі Джоела)
River of Dreams — дванадцятий студійний альбом американського співака і автора пісень Біллі Джоела, випущений 10 серпня 1993 року. River of Dreams представив більш серйозний тон, ніж у попередніх альбомах Джоела, торкаючись таких питань, як довіра та довготривале кохання. Ходили чутки, що теми довіри та зради, зокрема певні тексти з пісень «A Minor Variation» і «The Great Wall of China», походять від судових суперечок Джоела з його колишнім менеджером і колишнім зятем Френком. Вебер, який, як повідомляється, привласнив мільйони доларів у Джоела та використав сумнівну бухгалтерську практику, щоб приховати це.
Станом на 2022 рік River of Dreams є останнім рок-альбомом Джоела. Останнім студійним альбомом, який він випустив, були Fantasies &amp; Delusions у 2001 році, класичний запис із сольним фортепіано у виконанні Хен-кі «Річарда» Джу. Починаючи з River of Dreams, Джоел час від часу записував рок/поп-сингли та продовжує виступати наживо.
Обкладинка альбому була намальована тодішньою дружиною Джоела, Крісті Брінклі. У 1993 році Rolling Stone присудив їй нагороду Top Picks за «Найкращу обкладинку альбому року».

## Фон
Влітку 1992 року Біллі Джоел провів серію записів і записів на острові Шелтер, Нью-Йорк; ці сесії зрештою створили сім треків, власноруч спродюсованих Джоелем.
Джоель був незадоволений результатами, і тому, за рекомендацією Дона Генлі, він запросив сесійного гітариста Денні Кортчмара, щоб той ще раз попрацював над піснями. Кортчмар погодився продюсувати за умови, що йому буде дозволено використовувати сесійних музикантів для запису, на що Джоел погодився. Лише одна пісня з сесій Shelter Island, «Shades of Grey», увійшла до фінального альбому в оригінальній формі.

## Трек-лист
Усі пісні написав і склав Біллі Джоел.
1. "No Man's Land[en]" – 4:48
2. "The Great Wall of China" – 5:45
3. "Blonde Over Blue" – 4:55
4. "A Minor Variation" – 5:36
5. "Shades of Grey" – 4:10
6. "All About Soul[en]" – 5:59
7. "Lullabye (Goodnight, My Angel)[en]" – 3:32
8. "The River of Dreams" – 4:05
9. "Two Thousand Years" – 5:19
10. "Famous Last Words" – 5:01

## Подорож по річці мрій
A Voyage on the River of Dreams — це австралійський бокс-сет із 3 компакт-дисків, випущений у 1994 році, який включає студійний альбом River of Dreams разом із 6-композиційним живим компакт-диском із туру River of Dreams 1993–1994 років, а також CD із запитаннями та відповідями, записаний у Прінстонському університеті. Цей бокс-сет потрапив у чарти в Австралії (№ 33) і Новій Зеландії (№ 47), єдиних місцях, окрім Японії, де набір був офіційно випущений.
Диск перший ( River of Dreams – Studio album ) – за оригінальним альбомом
Диск другий (Billy Joel Live) Усі пісні, написані та створені Біллі Джоелом, крім випадків, де зазначено
1. "Goodbye Yellow Brick Road[en]" (Елтон Джон/Берні Топін) – 5:08
2. "No Man's Land[en]" – 5:44
3. "The Ballad of Billy the Kid[en]" – 5:52
4. "Lullabye (Goodnight, My Angel)" – 3:40
5. "The River of Dreams" – 5:28
6. "A Hard Day's Night[en]" (Леннон — Маккартні) – 3:20

Диск третій (Диск із запитаннями та відповідями)
1. "Запитання та відповіді, записані в Прінстонському університеті"

## Персонал
- Біллі Джоел — головний вокал, клавінет (1, 4), орган Хаммонда (1, 4, 6, 8, 10), акустичне фортепіано (2, 6–10), орган (2, 9), бек-вокал (2), синтезатори (3, 8), клавішні (5)
- Джефф Джейкобс – синтезатори (2), додаткове програмування (8)
- Томмі Бірнс — гітари (1, 3, 5, 6)
- Денні Корчмар — гітари (1–4, 6, 8–10)
- Леслі Вест — гітари (1, 2, 4)
- Майк Тайлер — гітари (8)
- TM Stevens – бас (1, 2, 4, 6, 9, 10)
- Лонні Хіллер — бас (3, 8)
- Шайлер Діл — бас (5)
- Джефф Лі Джонсон — бас (8)
- Чак Тріс — бас (8)
- Закарі Елфорд — ударні (1, 2, 3, 4, 6, 8)
- Ліберті ДеВітто — ударні (5)
- Стів Джордан — ударні (9, 10)
- Джим Сапоріто — перкусія (2)
- Енді Кравіц — перкусія (8)
- Арно Гехт — баритон-саксофон (4)
- Річі Канната — тенор-саксофон (4)
- Освальдо Меліндес — тромбон (4)
- Лоуренс Еткін — труба (4)
- Іра Ньюборн – оркестровки (2, 6–8)
- Льюїс Дель Гатто – керівник оркестру (2, 6–8)
- Френк Сіммс — бек-вокал (1, 2, 8)
- Джордж Сіммс — бек-вокал (1, 2, 8)
- Color Me Badd – запрошений вокал (6)
- Ресіа Форд — бек-вокал (6, 8)
- Марлон Сондерс — бек-вокал (6, 8)
- Крістал Таліферо – бек-вокал (6, 8), аранжування (6, 8)
- Б. Девід Вітворт – бек-вокал (6, 8)
- Кертіс Ренс Кінг молодший – хоровий диригент і виконавець (6)
- Хор на "All About Soul" – Філіп Баллоу, Кетріз Барнс, Денніс Коллінз, Вілл Даунінг, Френк Флойд, Даян Гарісто, Стефані Джеймс, Девора Джонсон, Марлон Сондерс і Корлісс Стаффорд

Виробництво
- Продюсери – Денні Корчмар (доріжки 1–4 і 6–10); Біллі Джоел (Трек 5).
- Асоційований продюсер треку 5 – Девід Тенер
- Співпродюсер треку 8 – Джо Ніколо
- A&R – Дон Де Віто
- Координатор виробництва – Білл Зампіно
- Інженери – Карл Ґленвіль (доріжки 1–7, 9 і 10); Джо Ніколо та Філ Ніколо (доріжка 8).
- Помічники інженерів – Ден Хетцель і Браян Віббертс (доріжки 1–7, 9 і 10); Дік Гробельний (Трек 8).
- Записали Джей Хілі, Бредшоу Лі, Боб Трешер і Дейв Вілкерсон.
- Мікшування – Ніко Болас (доріжки 1–4, 6, 7, 9, 10); Девід Тенер (Трек 5); Джо Ніколо та Філ Ніколо (доріжка 8).
- Асистент мікшування треку 8 – Дік Гробельні
- Мастеризовано Тедом Дженсеном у Sterling Sound (Нью-Йорк, Нью-Йорк).
- Технічна підтримка – Ендрю Бейкер*, Лестер Бейлінсон, Стів Брамберг, Лаура Делія, Джон «JD» Дворков*, Грег Гарленд, Пітер Гудріч, Девід Г’юїтт, Дейв Хофбауер, Даг Клігер, Хауі Мендельсон, Ларрі ДеМарко, Арті Сміт і Кортні Спенсер.
- Мистецтво і комерція – Джефф Шок
- Художній керівник – Крістофер Аустопчук
- Обкладинка – Крісті Брінклі
- Дизайн – Сара Ротман
- Фотографія – Глен Ерлер

## Наслідки
River of Dreams є останнім студійним альбомом Біллі Джоела з оригінальними матеріалами в жанрі поп/рок. Джоел часто заявляв, що сам альбом був розроблений як його останній запис і що, хоча він і досі пише музику, він більше не пише в руслі поп-/рок-музики та більше не цікавиться індустрією звукозапису. Відповідно, наступний одноразовий студійний альбом Джоела Fantasies &amp; Delusions, який був випущений у 2001 році, був інструментальним альбомом класичних фортепіанних п’єс, які взагалі не містили поп-пісень. Однак наразі на сайті Change.org є петиція, створена групою шанувальників Біллі Джоела з проханням випустити принаймні ще один студійний альбом із новими піснями оригінального матеріалу в жанрі поп/рок.
 

## Чарти
| Чарт (1993–94)                                       | Пік позиції |
| ---------------------------------------------------- | ----------- |
| Австралія Australian Albums (ARIA)                   | 1           |
| Австрія Austrian Albums (Ö3 Austria)                 | 2           |
| Canada requires value for chartid=                   | 6           |
| Danish Albums (IFPI)                                 | 8           |
| Нідерланди Dutch Albums (MegaCharts)                 | 23          |
| European Albums (European Top 100 Albums)            | 6           |
| Finnish Albums (Suomen virallinen lista)             | 21          |
| Німеччина German Albums (Offizielle Top 100)         | 2           |
| Hungarian Albums (MAHASZ)                            | 33          |
| Icelandic Albums (Tonlist)                           | 4           |
| Irish Albums (IRMA)                                  | 9           |
| Italian Albums (Musica e Dischi)                     | 17          |
| Japanese Albums (Oricon)                             | 3           |
| Нова Зеландія New Zealand Albums (Recorded Music NZ) | 1           |
| Норвегія Norwegian Albums (VG-lista)                 | 9           |
| Portuguese Albums (AFP)                              | 6           |
| Spanish Albums (PROMUSICAE)                          | 19          |
| Швеція Swedish Albums (Sverigetopplistan)            | 30          |
| Швейцарія Swiss Albums (Schweizer Hitparade)         | 2           |
| Велика Британія UK Albums (OCC)                      | 3           |
| США Billboard 200                                    | 1           |
| Zimbabwean Albums (ZIMA)                             | 3           |

| Чарт (1993)                               | Позиція |
| ----------------------------------------- | ------- |
| Australian Albums (ARIA)                  | 7       |
| Austrian Albums (Ö3 Austria)              | 14      |
| Canada Top Albums/CDs (RPM)               | 27      |
| Dutch Albums (MegaCharts)                 | 89      |
| European Albums (European Top 100 Albums) | 27      |
| German Albums (Offizielle Top 100)        | 21      |
| Japanese Albums (Oricon)                  | 79      |
| New Zealand Albums (RIANZ)                | 18      |
| Swiss Albums (Schweizer Hitparade)        | 17      |
| UK Albums (OCC)                           | 43      |
| US Billboard 200                          | 23      |

| Chart (1994)                       | Position |
| ---------------------------------- | -------- |
| Australian Albums (ARIA)           | 26       |
| German Albums (Offizielle Top 100) | 93       |
| US Billboard 200                   | 34       |

## Сертифікація та продажі
| Регіон                                                                                          | Сертифікація  | Продажі    |
| ----------------------------------------------------------------------------------------------- | ------------- | ---------- |
| Австралія (ARIA)                                                                                | 3× Платиновий | 210 000^   |
| Австрія (IFPI Austria)                                                                          | Платиновий    | 50 000*    |
| Канада (Music Canada)                                                                           | 3× Платиновий | 300 000^   |
| Німеччина (BVMI)                                                                                | Платиновий    | 500 000^   |
| Японія (RIAJ)                                                                                   | Платиновий    | 0^         |
| Нідерланди (NVPI)                                                                               | Золотий       | 50 000^    |
| Нова Зеландія (RIANZ)                                                                           | Платиновий    | 15 000^    |
| Швеція (IFPI Sweden)                                                                            | Золотий       | 50 000^    |
| Швейцарія (IFPI Switzerland)                                                                    | Платиновий    | 50 000^    |
| Велика Британія (BPI)                                                                           | Платиновий    | 300 000^   |
| США (RIAA)                                                                                      | 5× Платиновий | 5 000 000^ |
| Європа (IFPI)                                                                                   | 5× Платиновий | 5 000 000* |
| *продажі, що базуються лише на сертифікаціях ^відвантаження, що базуються лише на сертифікаціях |               |            |